# Černá stráň (Wysoki Jesionik)
Černá stráň (historyczna nazwa niem. Schwarze Leiten) – szczyt (góra) o wysokości 1237 m n.p.m. (podawana jest też wysokość 1236 m n.p.m. , 1236,8 m n.p.m.  lub 1237,0 m n.p.m. ) w paśmie górskim Wysokiego Jesionika (cz. Hrubý Jeseník), w północno-wschodnich Czechach, w Sudetach Wschodnich, na Morawach, w obrębie gminy Loučná nad Desnou, oddalony o około 11,8 km na północny zachód od szczytu góry Pradziad (cz. Praděd). Jest górą o największej rozległości (powierzchnia stoków) w Wysokim Jesioniku szacowanej na około 20,9 km², mającą 5 szczytów.

## Historia góry
W swojej historii góra ma dwa zdarzenia godne odnotowania. Na jej stokach działała przy końcu XIX i początku XX wieku kolejka leśna, a w czasie II wojny światowej miała miejsce tragiczna katastrofa samolotu węgierskiego.

### Kolejka leśna

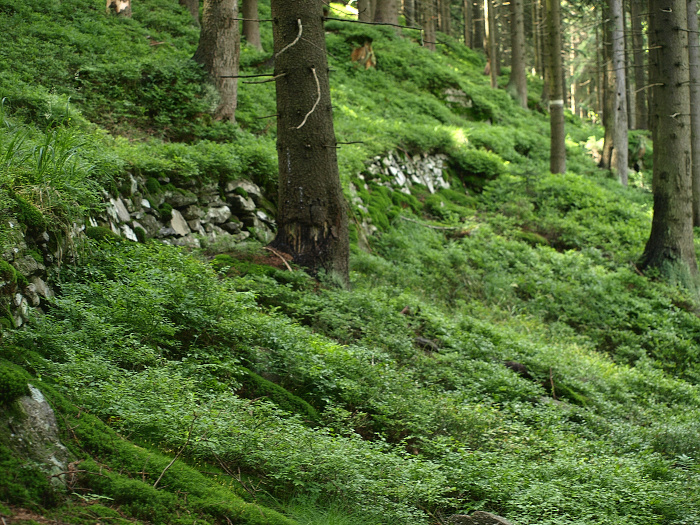
Pozostałości po kolejce leśnej (2009 rok)

Na stoku południowo-wschodnim góry znajdują się pozostałości linii sieci kolei wąskotorowej o rozstawie szyn 700 mm, zbudowanej na usypanych kamiennych nasypach, wykorzystanych do obsługi transportu powalonego i ściętego drewna. Pierwsza linia została zbudowana około 1895 roku na południowo-zachodnim stoku góry na odcinku Františkov – Josefová, z odgałęzieniem na górę Černá stráň oraz biegnąca doliną potoku Hučava. Działała do roku 1935. Dwie kolejne linie zostały zbudowane w 1898 roku, po październikowym huraganie w 1897 roku. Pierwsza działała na odcinku Přemyslov – Černá stráň, na południowym stoku góry, a druga na odcinku Kouty nad Desnou – Černá stráň, na stokach północnych i wschodnim. Kolejki w 1945 roku zostały zlikwidowane, a potem zezłomowane.

### Katastrofa samolotowa

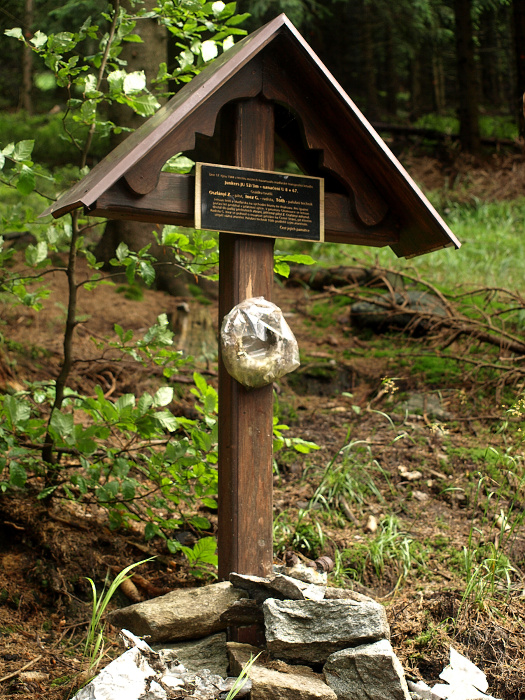
Krzyż na miejscu katastrofy samolotowej (2010 rok)

Góra ma w swojej historii również i tragiczne zdarzenie. Podczas II wojny światowej, 17 października 1944 roku na południowym stoku góry rozbił się węgierski samolot transportowy Junkers Ju 52/3m g8e lecący z Węgier do Krakowa, trasą okrężną przez Morawy, omijając Słowację, ponieważ trwało tam słowackie powstanie narodowe. W przestrzeni powietrznej nad Ołomuńcem (cz. Olomouc) samolot znalazł się pod obstrzałem ogniowym piechoty, lecąc dalej w trudnych warunkach pogodowych rozbił się o górę. Z czterech członków załogi samolotu uratowało się dwóch, natomiast pilot samolotu Zoltán Oszlányi zginął na miejscu na skutek pożaru, a ciężko ranny radiooperator Gábor Incze, wkrótce zmarł. Na miejscu katastrofy obok szerokiej, leśnej nieoznakowanej drogi, w odległości około 600 m na północny zachód od szczytu, na wysokości około 1140 m n.p.m. postawiono drewniany krzyż z tablicą pamiątkową. Fragment wbitej metalowej części wraku samolotu można zobaczyć na pniu drzewa, na miejscu katastrofy.

## Charakterystyka

### Lokalizacja
Góra Černá stráň położona jest w zachodnim rejonie całego pasma Wysokiego Jesionika, leżącą w części Wysokiego Jesionika, w środkowo-południowym obszarze (mikroregionu) o nazwie Masyw Keprníka (cz. Keprnická hornatina). Jest górą bardzo rozległą o kopulastej części szczytowej, z zasadniczym, łukowatym grzbietem ciągnącym się na kierunku południowy wschód – północny zachód o długości około 8 km, od osady Kouty nad Desnou (przy przebiegającej drodze krajowej nr 44 Šumperk – Jesionik (cz. Jeseník)) niemalże do osady Františkov oraz usytuowana na grzbiecie bocznym Masywu Keprníka, ciągnącym się w kierunku południowo-zachodnim od przełęczy Sedlo Trojmezí w ciągu szczytów (Vozka → Polom → Černá stráň–S → Černá stráň). Jest górą rozpoznawalną i widoczną m.in. z drogi okalającej połać szczytową góry Pradziad (widoczna na prawo w dali od linii patrzenia na szczyt Velký Děd) czy też z innego charakterystycznego punktu widokowego – z drogi okalającej szczyt góry Dlouhé stráně (widoczna w dali w linii patrzenia na wieże turbin elektrowni wiatrowej Mravenečník, położonej blisko szczytu Medvědí hora). Bardzo dobrze widoczna z pobliskiej drogi na trasie Rejhotice – Nové Losiny.  
Górę ograniczają: od północy przełęcz Sedlo pod Polomem o wysokości 1027 m n.p.m., od północnego wschodu dolina potoku o nazwie Poniklý potok, od wschodu dolina potoku Hučivá Desná, od południowego wschodu dolina rzeki Desná, od południa dolina potoku Přemyslovský potok, od południowego zachodu przełęcz o wysokości 661 m n.p.m. w kierunku góry Losín (góra leży w paśmie o nazwie Hanušovická vrchovina), dolina potoku Novolosinský potok i przełęcz Přemyslovské sedlo, od zachodu mało wybitna przełęcz o wysokości 640 m n.p.m. w kierunku nienazwanego szczytu o wysokości 643 m n.p.m. oraz od północnego zachodu potok Hučava i przełęcz o wysokości 1016 m n.p.m. w kierunku szczytu Kutiště. W otoczeniu góry znajdują się następujące szczyty: od wschodu Šindelná hora–JZ, od południowego wschodu Suchá hora i Skalý (2), od południa Jelení skok, od południowego zachodu: Jelení skalka, Uchač–SV, Tři kameny i Tři kameny–SZ, od zachodu Losín, od północnego zachodu nienazwany szczyt o wysokości 731 m n.p.m., Pasák (oba szczyty leżą w paśmie Hanušovická vrchovina), Štolný hřbet, Kutiště, Troják–JZ i Troják oraz od północnego wschodu Polom, Klínová hora i Šindelná hora.      

### Stoki
W obrębie góry można wyróżnić osiem następujących zasadniczych stoków :
- południowy o nazwie Černé lány
- południowo-zachodnie o nazwach Slunná stráň, U Staré hájenky
- zachodni o nazwie Černá stráň
- północno-zachodnie o nazwach Paseky, Petrův mostek
- północny
- północno-wschodni
- wschodni
- południowo-wschodni o nazwie Kazatelna

Występują tu wszystkie typy zalesienia: bór świerkowy, las mieszany oraz las liściasty, przy czym dominuje zalesienie borem świerkowym, a u podnóży stoków południowego, południowo-zachodniego i zachodniego znajdują się łąki. Górne partie wszystkich stoków pokryte są w zdecydowanej większości borem świerkowym, natomiast w miarę obniżania wysokości pojawiają się obszary lasu mieszanego i lasu liściastego. Z uwagi na znaczny obszar rozległości góry występują tu na niemalże wszystkich stokach przerzedzenia, przecinki i polany. Na stokach północno-zachodnich, północnym, a szczególnie wschodnim występują skaliska, a na stoku południowo-wschodnim i wschodnim grupy skalne (m.in. Kazatelna) oraz na stokach zachodnim, południowo-zachodnich i północno-wschodnim obszary pokryte gruzem skalnym. U podnóża stoku południowego, na stoku południowo-zachodnim U Staré hájenky oraz u podnóża stoku zachodniego przy osadzie Františkov przebiega napowietrzna linia przesyłowa prądu o napięciu 22 kV. Ponadto u podnóża stoku południowego przechodzi linia kolejowa nr 293 Šumperk – Kouty nad Desnou, ze znajdującą się tam stacją kolejową Kouty nad Desnou oraz przystankiem Loučná nad Desnou-Rejhotice. 
Stoki mają stosunkowo niejednolite i zróżnicowane nachylenia. Maksymalne średnie nachylenie stoku północno-wschodniego góry pod szczytem Černá stráň–SV, na odcinku 50 m nie przekracza 35°. Cała góra pokryta jest siecią dróg (m.in. Knížecí cesta) i na ogół nieoznakowanych ścieżek i duktów. Przemierzając je zaleca się korzystanie ze szczegółowych map, z uwagi na zawiłości ich przebiegu, zalesienie, znaczne odległości oraz zorientowanie w terenie.

#### Kazatelna
Grupa skalna o nazwie Kazatelna, ciągnie się łukowatym pasem na stoku południowo-wschodnim góry o nazwie Kazatelna na wysokościach (750–1050) m n.p.m.. W tej grupie skalnej występuje wiele ciekawych formacji skalnych m.in. ambon skalnych. Ponadto na wysokości około 865 m n.p.m., blisko czerwonego szlaku rowerowego , znajduje się unikalna formacja, tunel skalny na skalisku o wysokości 9 m, patrząc od strony północnej, o przybliżonych wymiarach (wysokość × szerokość × głębokość = 0,8 × 4 × 4,5) m. 

### Szczyt główny

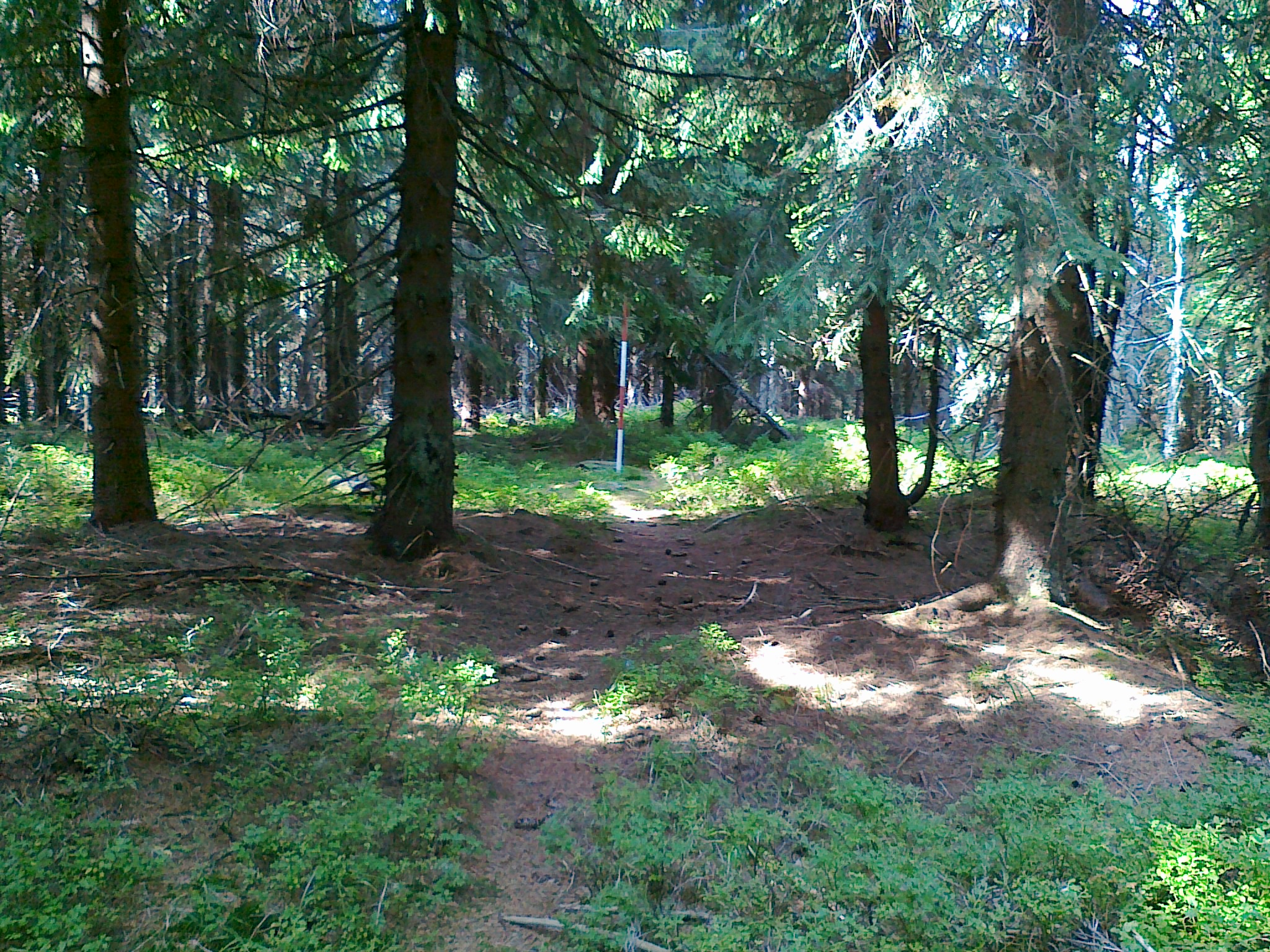
Połać szczytowa góry Černá stráň (2020 rok)

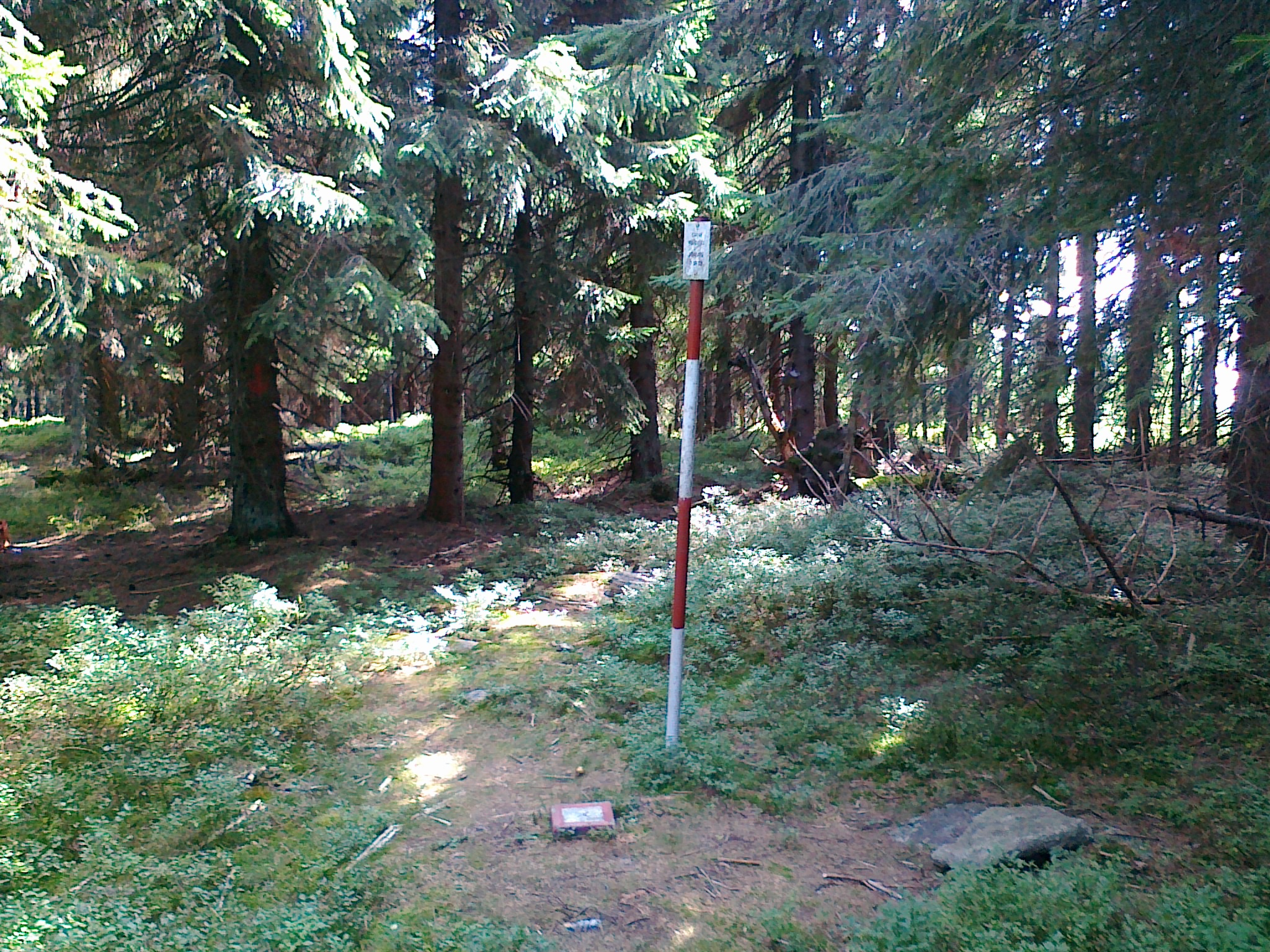
Punkt geodezyjny na szczycie góry Černá stráň (2020 rok)

Na szczyt nie prowadzi żaden szlak turystyczny. Połać szczytowa jest gęsto zalesiona borem świerkowym oraz pokryta m.in. bardzo popularną rośliną Wysokiego Jesionika borówką czarną. Z powodu zalesienia połać szczytowa nie jest punktem widokowym. Na połaci szczytowej znajduje się punkt geodezyjny, oznaczony na mapach geodezyjnych numerem (7.), o wysokości 1236,83 m n.p.m. oraz współrzędnych geograficznych (50°07′17,99″N 17°04′39,71″E/50,121664 17,077697), z widocznym koło niego zamontowanym stalowym słupkiem, pomalowanym na przemian w poziome pasy białe i czerwone, ostrzegającym przed jego zniszczeniem z tabliczką, z napisem Státní triangulace Poškození se trestá. Państwowy urząd geodezyjny o nazwie (cz. Český úřad zeměměřický a katastrální (CÚZK)) w Pradze podaje jako najwyższy punkt góry – szczyt – o wysokości 1236,9 m n.p.m. i współrzędnych geograficznych (50°07′17,6″N 17°04′39,6″E/50,121556 17,077667), oddalony o około 10 m na południowy zachód od punktu geodezyjnego.
Dojście do szczytu następuje ze skrzyżowania dróg znajdującego się w odległości około 930 m na południowy wschód od szczytu. Ze skrzyżowania tego do połaci szczytowej biegnie początkowo droga (oznakowana dwoma poziomymi białymi paskami), a następnie ścieżka, którymi należy orientacyjnie przebyć odcinek o długości około 960 m. 

### Szczyty drugorzędne

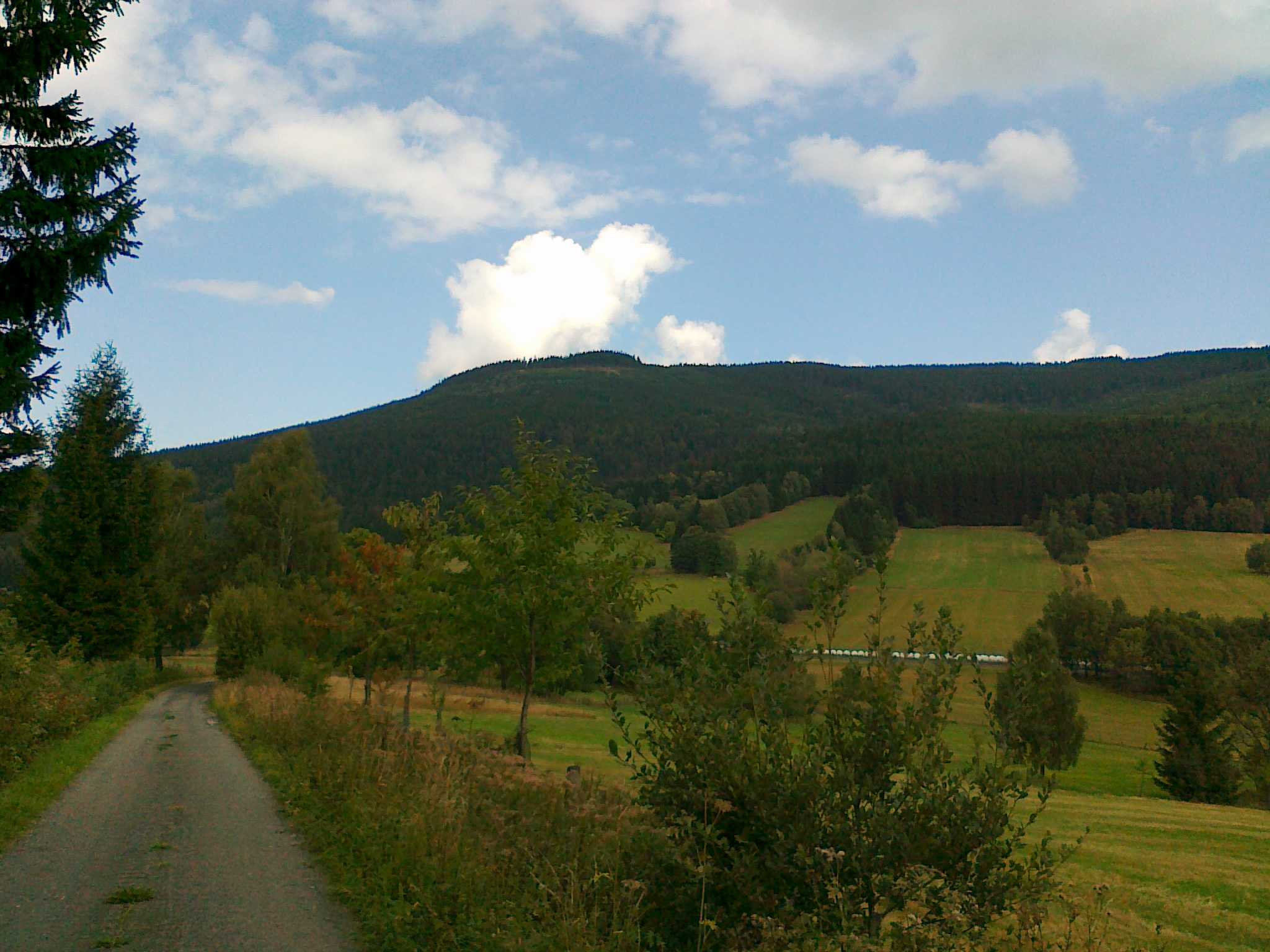
Widok na drugorzędny szczyt Černá stráň–ZSZ (2018 rok)

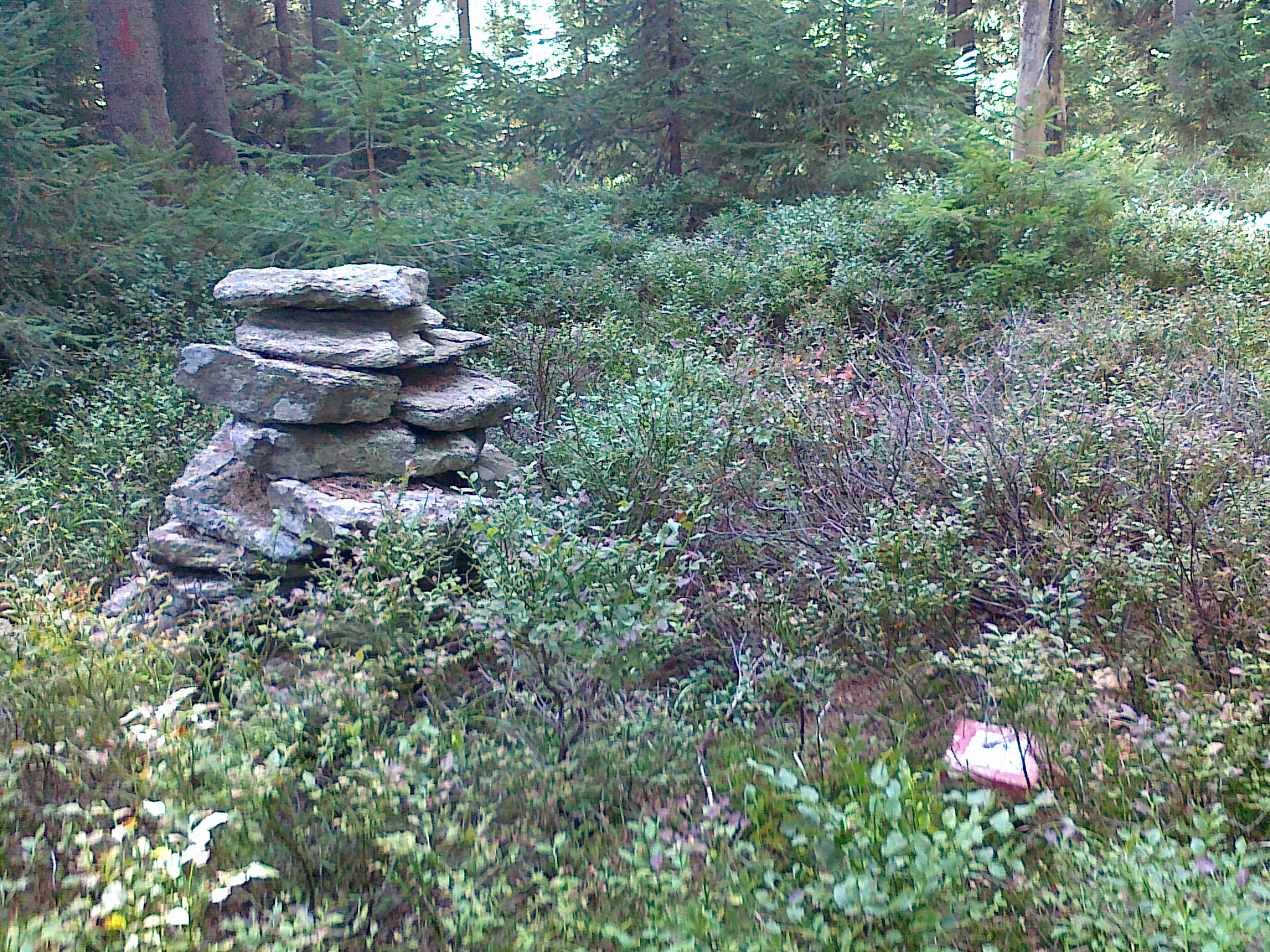
Punkt geodezyjny na drugorzędnym szczycie Černá stráň–SV (2020 rok)

W całym masywie góry, poza szczytem głównym można wyróżnić cztery niższe drugorzędne szczyty. 
| Szczyty drugorzędne góry Černá stráň |                 |                   |                                  |                                               |  |
| Lp.                                  | Szczyt          | Wysokość m n.p.m. | Odległość od szczytu głównego km | Współrzędne geograficzne                      |  |
| 1                                    | Černá stráň–ZSZ | 1195              | 1,2 na północny zachód           | 50°07′35,3″N 17°03′46,5″E/50,126472 17,062917 |  |
| 2                                    | Černá stráň–SZ  | 1167              | 1,6 na północny zachód           | 50°07′52,5″N 17°03′40,8″E/50,131250 17,061333 |  |
| 3                                    | Černá stráň–SV  | 1111              | 1,0 na północny wschód           | 50°07′37,8″N 17°05′22,1″E/50,127167 17,089472 |  |
| 4                                    | Černá stráň–S   | 1047              | 1,6 na północ                    | 50°08′11,2″N 17°04′26,6″E/50,136444 17,074056 |  |

### Geologia
Pod względem geologicznym góra Černá stráň należy do jednostki określanej jako kopuła Keprníka i zbudowana jest ze skał metamorficznych, głównie: gnejsów, ortognejsów, fyllitów, fyllonitów (biotytów, chlorytów, muskowitów), erlanów, łupków łyszczykowych (staurolitu, andaluzytu, granatu, sillimanitu), skał osadowych, głównie wapieni.

### Wody
Grzbiet główny (grzebień) góry Pradziad, biegnący od przełęczy Skřítek do przełęczy Červenohorské sedlo oraz dalej do przełęczy Ramzovskiej (cz. Ramzovské sedlo) jest częścią granicy Wielkiego Europejskiego Działu Wodnego, dzielącej zlewiska Morza Bałtyckiego i Morza Czarnego . 
Góra Černá stráň położona jest na południowy zachód od tej granicy, należy więc do zlewni Morza Czarnego, do którego płyną wody m.in. z dorzecza Dunaju, będącego przedłużeniem płynących z tej części Wysokiego Jesionika rzek i górskich potoków (m.in. rzek: Branná czy Desná i płynących w pobliżu góry potoków: Poniklý potok, Přemyslovský potok, Hučivá Desná czy Hučava). Ze stoku południowo-zachodniego bierze swój początek Novolosinský potok. Ze stoków płynie kilka krótkich, nienazwanych potoków wpływających do rzeki Desná oraz do potoków: Poniklý potok, Přemyslovský potok, Hučivá Desná i Hučava. Ponadto na potoku Poniklý potok, płynącym pomiędzy stokami gór Černá stráň i Klínová hora w odległości około 1700 m na północny wschód od szczytu na wysokości 810 m n.p.m. znajduje się wodospad o nazwie (cz. Vodopád na Poniklém potoce), mający wysokości około 3 m. Dojście do niego następuje nieoznakowaną drogą asfaltową ze skrzyżowania turystycznego Poniklý potok z podaną na tablicy informacyjnej wysokością 656 m.
U podnóży stoków znajduje się kilka różnej wielkości, stawów: trójkątny o przybliżonym boku 50 m i owalny o długości około 35 m (stok południowy przy osadzie Rejhotice), owalny o długości około 32 m (stok zachodni przy osadzie Bělidlo) oraz owalny o długości około 60 m (stok zachodni przy osadzie Františkov). Ponadto na stoku południowym i wschodnim znajduje się kilka obszarów bagiennych.

#### Źródła
Na stokach występują liczne źródła:
| Źródła na stokach góry Černá stráň |                                                |                             |                               |                                           |
| Lp.                                | Źródło (oznaczenie)                            | Odległość od szczytu m      | Wysokość bezwzględna m n.p.m. | Współrzędne geograficzne                  |
| 1                                  | Novolosinská studánka (9996)                   | 1160 m na południowy zachód | 903                           | 50°07′06″N 17°03′44″E/50,118333 17,062222 |
| 2                                  | Pramen na Selské cestě (14323)                 | 2700 na południowy wschód   | 595                           | 50°05′55″N 17°05′24″E/50,098611 17,090000 |
| 3                                  | Studánka Pod Horní Bremsberskou boudou (13436) | 1410 na południowy wschód   | 980                           | 50°06′35″N 17°05′04″E/50,109722 17,084444 |
| 4                                  | Studánka U Horní Bremsberské boudy (13435)     | 1260 m na południowy wschód | 1010                          | 50°06′39″N 17°04′59″E/50,110833 17,083056 |
| 5                                  | Studánka U Rudolfky (13434)                    | 370 na północny wschód      | 1160                          | 50°07′24″N 17°04′56″E/50,123333 17,082222 |

## Ochrona przyrody
Niemal cała góra, poza niewielkim obszarem koło przełęczy Přemyslovské sedlo znajduje się w obrębie wydzielonego obszaru objętego ochroną o nazwie Obszar Chronionego Krajobrazu Jesioniki (cz. Chráněná krajinná oblast (CHKO) Jeseníky), a utworzonego w celu ochrony utworów skalnych, ziemnych i roślinnych oraz rzadkich gatunków zwierząt, ze znajdującym się w nim, w części stoku południowo-zachodniego Slunná stráň pomnika przyrody Slunná stráň (cz. Přírodní památka Slunná stráň). Ponadto u podnóża tego stoku znajdują się niewielkie fragmenty obszaru rezerwatu przyrody Přemyslovské sedlo i pomnika przyrody Letní stráň (cz. Přírodní památka Letní stráň), obejmujące w przeważającej części stok sąsiedniej góry Tři kameny oraz na stoku północno-zachodnim Paseky niewielki fragment obszaru rezerwatu przyrody Pod Slunečnou strání, obejmującego w przeważającej części stok góry Štolný hřbet. Na stokach góry Černá stráň nie wytyczono żadnych ścieżek dydaktycznych.

### Pomnik przyrody Slunná stráň
Pomnik przyrody Slunná stráň położony jest u podnóża stoku, blisko płynącego potoku o nazwie Novolosinský potok oraz przełęczy Přemyslovské sedlo, na wysokościach (715–846) m n.p.m. stoku góry i ma powierzchnię 38,47 ha. Jest położony w odległości około 1,5 km na południowy zachód od szczytu góry Černá stráň. Pomnik przyrody został utworzony 12 grudnia 2018 roku przez czeski urząd ochrony przyrody o nazwie (cz. Agentura ochrany přírody a krajiny České republiky) w celu ochrony krajobrazu kompleksu łąk, przedzielonych kamiennymi blokami i pastwisk z występującymi na nich specjalnymi gatunkami roślin rajgrasowych i zwierząt oraz ich siedlisk.

## Turystyka

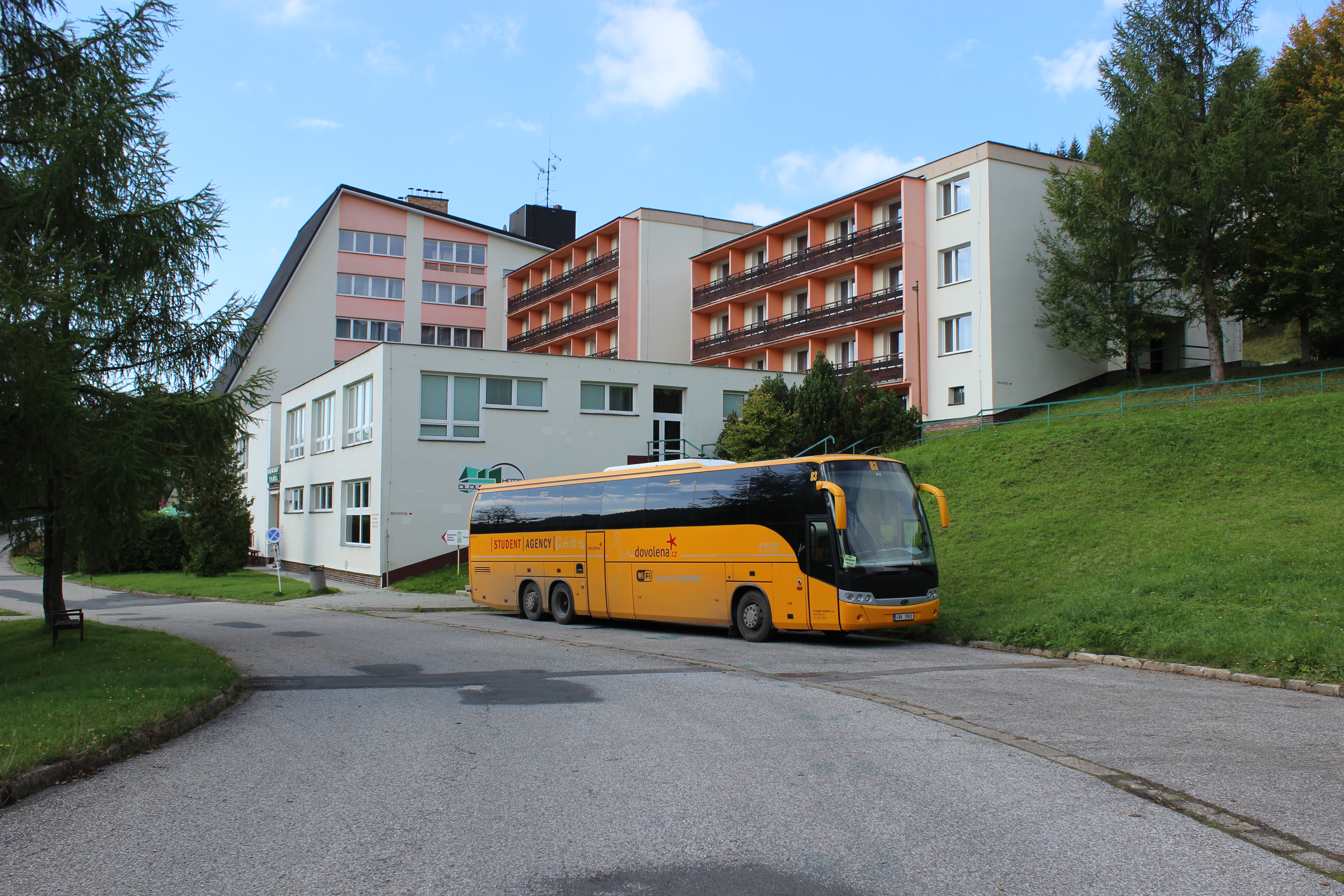
Hotel Dlouhé Stráně, s.r.o. (2014 rok)

Najbliższymi osadami z bazą schronisk turystycznych, pensjonatów i hoteli, położonymi wokół góry Černá stráň są: Přemyslov (około 2,5 km na południe od szczytu), Kouty nad Desnou (około 3 km na południowy wschód), Rejhotice (około 3,5 km na południowy wschód), Nové Losiny (2,5 km na południowy zachód), Františkov (4,5 km na północny zachód) oraz miejscowość Branná (około 6 km na północny zachód). Natomiast do przełęczy Červenohorské sedlo, gdzie znajduje się cały kompleks bazy turystycznej z hotelem Červenohorské Sedlo jest od szczytu około 5,5 km w kierunku wschodnim.
U podnóży stoków znajdują się następujące schroniska turystyczne, hotele i pensjonaty:
- Kouty nad Desnou: Domeček U Tří veverek Kouty
- Nové Losiny: Apartmány U Staré hájenky, Chalupa Nové Losiny i Dvě roubenky
- Přemyslov: Chata Přemyslovka i Chata Zuzana
- Rejhotice: Hotel Dlouhé Stráně, s.r.o., Apartmány Pod Zálesím, Apartmány Vojtěška, Chata Andrea, Chata Kouty, Chata u Cecila, Horská chata Kouty, Penzion Trombly, Penzion Winkelberg, Penzion U dvou Studní, Penzion Zálesí i Roubenka Oliver

### Chaty łowieckie
Na stokach góry położonych jest ponadto pięć chat, ale nie mają one charakteru typowych schronisk turystycznych, a które zalicza się do tzw. chat łowieckich.
| Chaty na stokach góry Černá stráň |                                        |                           |                                             |                                               |
| Lp.                               | Chata                                  | Odległość od szczytu m    | Lokalizacja                                 | Współrzędne geograficzne                      |
| 1                                 | Bremsberská bouda dolní (Bremsberková) | 2350 na południowy wschód | przy drodze Knížecí cesta                   | 50°06′05,5″N 17°05′21,1″E/50,101528 17,089194 |
| 2                                 | Bremsberská bouda horní                | 1330 na południowy wschód | stok południowy                             | 50°06′38,4″N 17°05′05,0″E/50,110667 17,084722 |
| 3                                 | Opletalova chata                       | 2100 na północny zachód   | blisko szczytu Kutiště                      | 50°08′17,0″N 17°03′47,4″E/50,138056 17,063167 |
| 4                                 | Rudolfka                               | 240 na północny wschód    | blisko szczytu głównego                     | 50°07′20,7″N 17°04′50,6″E/50,122417 17,080722 |
| 5                                 | Vílémova chata                         | 1550 na północny zachód   | blisko szczytu drugorzędnego Černá stráň–SZ | 50°07′50,4″N 17°03′40,8″E/50,130667 17,061333 |

### Szlaki turystyczne
Klub Czeskich Turystów (cz. Klub Českých Turistů) wytyczył w obrębie góry dwa szlaki turystyczne na trasach:
 Kouty nad Desnou – góra Černá stráň – Přemyslov – góra Jelení skok – góra Jelení skalka – góra Ucháč – szczyt Tři kameny – Nove Losiny – góra Černá stráň – Branná
 Filipovice – Jeřáb – źródło Mariin pramen – góra Velký Klín – przełęcz Červenohorské sedlo – Kouty nad Desnou – dolina potoku Hučivá Desná – przełęcz Sedlo pod Vřesovkou – Kamenne okno – góra Červená hora – Bílý sloup

### Szlaki rowerowe i trasy narciarskie
W obrębie góry wyznaczono trzy szlaki rowerowe na trasach:
 Loučná nad Desnou – góra Seč – góra Čepel – góra Mravenečník – Medvědí hora – Kamenec (1) – góra Dlouhé stráně – góra Velká Jezerná – dolina rzeki Divoká Desná – Kouty nad Desnou – góra Černá stráň – przełęcz Přemyslovské sedlo – góra Tři kameny – góra Ucháč – góra Jelení skok – góra Loveč – góra Lískovec – Loučná nad Desnou
 Přemyslovské sedlo – Přemyslov – Loučná nad Desnou – góra Seč – Kamenec (1) – góra Skály (2) – przełęcz U obrázku – Medvědí hora – Kouty nad Desnou
 Přemyslov – góra Černá stráň – dolina potoku Hučivá Desná – góra Červená hora – góra Šindelná hora – Suchá hora – Kouty nad Desnou – góra Hřbety – góra Nad Petrovkou – Petrovka
W okresach ośnieżenia wzdłuż czerwonego szlaku rowerowego  przebiega trasa narciarstwa biegowego. W obrębie góry nie poprowadzono żadnej trasy narciarstwa zjazdowego.